# フウリュウウオ
フウリュウウオ（風流魚）は、アンコウ目アカグツ科フウリュウウオ属に分類される魚の総称、または同属の1種（Malthopsis lutea）の和名。カリブ海周辺の比較的浅い海に生息する種や、日本近海の深海に生息する種などがいる。
カリブ海周辺に生息するものは、別名バットフィッシュと呼ばれる。

## 生態
体長は20-40cmほどで、水深15-200mほどの比較的浅い海の砂底に生息する。主に発達した胸ビレと腹ビレ(腹鰭)を使って海底を歩くようにして泳ぎ、甲殻類や多毛類を餌とする。魚をおびき寄せるためのエスカは退化してとても小さく、実用性はほとんど無いが、アンコウ目から枝分かれしたときの痕跡器官となっている。またエスカは格納が可能である。後ろを向き鰓を目に見立てて威嚇する。

### 近縁種
基本的にはほとんど変わらないが、100-700mとかなり深いところに生息する。

## 分類
- アミメフウリュウウオ属, Halicmetus
- イガフウリュウウオ属, Solocisquama
- フウリュウウオ属, Malthopsis
- ムシフウリュウウオ属, Halieutopsis